# Punjab (Pakistan)
De Punjab (Punjabi:پنجاب) is een provincie van Pakistan en is samen met de Indiase staat Punjab onderdeel van de landstreek Punjab. De Punjab grenst in het zuiden aan de provincie Sindh, in het westen aan de provincie Beloetsjistan, in het westen en noorden aan Khyber-Pakhtunkhwa (voorheen de Noordwestelijke Grensprovincie), in het noorden aan het Islamabad Hoofdstedelijk Territorium en Azad Kasjmir, en in het oosten aan de Indiase staten Punjab en Rajasthan. De hoofdstad is Lahore en de provincie heeft 110.012.442 inwoners (2017).

## Geografie
De Punjab is de Pakistaanse provincie met de meeste inwoners en is met een oppervlakte van 205.344 km² qua oppervlakte de tweede provincie van Pakistan. Naast de hoofdstad Lahore zijn andere grote steden; Faisalabad, Toba Tek Singh, Pir Mahal, Gujranwala, Bahawalpur, Chenab Naghar (Rabwah), Gujrat, Multan, Rawalpindi, Sargodha, Sialkot en Taxila.
In de provincie ligt de Cholistanwoestijn en een deel van de Tharwoestijn. De rivier de Indus en haar vele zijrivieren, stromen van noord naar zuid door de Punjab.

## Volken en talen
De belangrijkste taal in de Punjab is het Punjabi en de Punjabi's zijn ook het grootste volk van de Punjab.
Daarnaast wordt Potwari gesproken in de gebieden om Rawalpindi en Gujar Khan.
In het zuiden wonen de Saraikis, waarvan een deel streeft naar een aparte provincie genaamd Saraikistan.

## Religie
De provincie Punjab is sinds de splitsing van Pakistan en India hoofdzakelijk islamitisch. 
In de provincie liggen ook belangrijk historische heiligdommen van de Sikhs, inclusief de geboorteplaats van de eerste goeroe, Goeroe Nanak (in Nankana Sahib). De voormalige hoofdstad van het Sikhrijk en de geboorteplaats van maharadja Ranjit Singh, Gujranwala ligt ook in Pakistaans Punjab. Hindoes en christenen vormen kleine minderheden in de provincie.

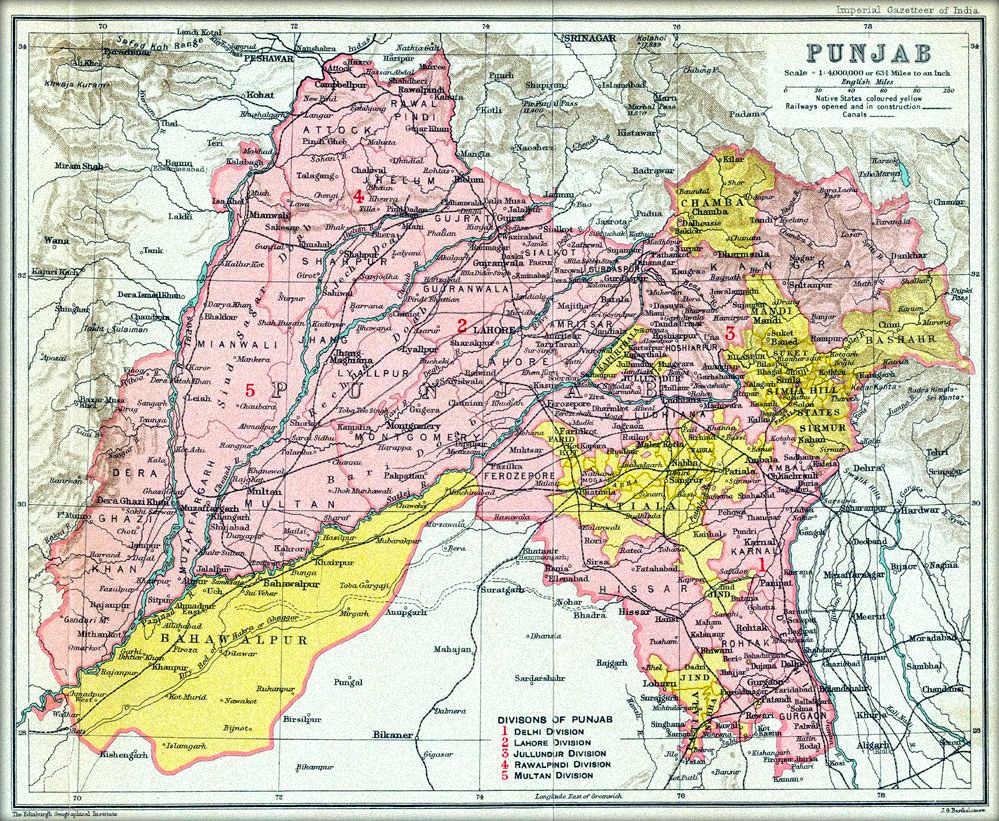
Punjab in 1909

## Economie
Ondanks het droge klimaat, zorgt extensieve irrigatie ervoor dat het een rijke agrarische regio is. Het kanaal-irrigatie-systeem, oorspronkelijk aangelegd door de Britten, is het grootste van de wereld. Tarwe en katoen zijn de belangrijkste landbouwproducten. Andere landbouwproducten zijn rijst, suikerriet, gierst, maïs, oliezaden, fruit en groente. Veeteelt, waaronder pluimveeteelt zijn ook belangrijk.
De Punjab is een van de meest geïndustrialiseerde provincies van Pakistan. Geproduceerde producten zijn; textielwaren, sportbenodigdheden, machines, elektrische apparaten, chirurgisch instrumenten, metalen, fietsen en riksja's, vloerbedekking en geconserveerd voedsel.

## Geboren
- Har Gobind Khorana (Raipur, 1922-2011), Indisch-Amerikaans moleculair bioloog en Nobelprijswinnaar (1968)